# Aulotortinae
Aulotortinae es una subfamilia de foraminíferos bentónicos de la familia Involutinidae y del orden Involutinida. Su rango cronoestratigráfico abarca desde el Pérmico hasta la Kimmeridgiense (Jurásico superior).

## Discusión
Clasificaciones más recientes incluyen Aulotortinae en la familia Pseudovidalinidae, de la superfamilia Lasiodiscoidea, del suborden Archaediscina, del orden Archaediscida, de la subclase Afusulinana y de la clase Fusulinata.

## Clasificación
Aulotortinae incluye a los siguientes géneros:
- Angulodiscus †
- Arenovidalina †
- Auloconus †
- Aulotortus †
- Miliospirella †
- Neohemigordius †
- Pragsoconulus †
- Pseudovidalina †, también considerado en subfamilia Pseudovidalinidae
- Asselodiscus †, también considerado en subfamilia Pseudovidalinidae

Otros géneros considerados en Aulotortinae son:
- Altineria †, propuesto inicialmente como sustituto de Angelina
- Angelina †, considerado sinónimo posterior de Pseudovidalina
- Conilia †, sustituido por Raphconilia y considerado sinónimo posterior de Pseudovidalina
- Falsodiscus †, considerado sinónimo posterior de Pseudovidalina
- Rakusia †, aceptado como Aulotortus
- Raphconilia †, considerado sinónimo posterior de Pseudovidalina
- Xingshandiscus †, considerado sinónimo posterior de Pseudovidalina